# Appamattocs
Les Appamattocs (aussi appelés Appomattocs, Appamatucks ou encore Apamatics, parmi bien d'autres variantes) formaient autrefois une tribu des Amérindiens de Virginie. Ils parlaient une langue algonquienne et résidaient en aval de la rivière Appomatox, sur un territoire qui comprend aujourd'hui les villes de Petersburg, Colonial Heights, les comtés de Chesterfield et de Dinwiddie, soit le sud-est de l'actuelle Virginie. Ils étaient membres de la confédération des Powhatans